# Johan Christiaan Schröder
Johan Christiaan Schröder (Amsterdam, 11 september 1871 - Wassenaar, 18 december 1938) was een Nederlands voetballer, cricketspeler en journalist.

## Biografie
Schröder was afkomstig uit een Duits gezin.
Op het speelveld kreeg hij de bijnamen Cap (inkorting van captain) en Kick. Deze laatste bijnaam bleef hij gebruiken als roepnaam. Zowel zijn speelstijl als aanvoerderschap kenmerkten zich als keihard. Met RAP won hij in 1898 het eerste officieel erkende Nederlands kampioenschap voetbal en een jaar later de gloednieuwe KNVB Beker. Hij was ook onder andere aanvoerder van de eerste, toen nog niet officieel erkende, nationale voetbalploeg. Daarnaast was Schröder in die tijd sportverslaggever en in zijn verslaglegging niet geheel objectief.
Hoewel bij hem thuis Duits gesproken werd, had hij een aversie voor alles wat Duits was. In de Eerste Wereldoorlog gebruikte hij De Telegraaf — waarvan hij op dat moment hoofdredacteur was — om uiting te geven aan zijn mening dat Nederland aan de zijde van Engeland en Frankrijk tegen Duitsland ten strijde zou moeten trekken. Dit sloot aan bij de mening van Telegraaf-directeur Hak Holdert en cartoonist Louis Raemaekers. Op 5 december 1915 werd Schröder dan ook gearresteerd op verdenking van het in gevaar brengen van de Nederlandse neutraliteit. De zaak zorgde voor grote beroering in de Nederlandse samenleving en voor internationale publiciteit. Na verschillende rechtszaken werd hij uiteindelijk vrijgesproken.
Na de oorlog raakte Schröder in conflict met Hak Holdert en verdween uit de journalistiek. Hij stierf aan een hartaanval achter zijn bureau, met een pen in de hand.

## Schrijver
Schröder schreef naast onder zijn eigen naam ook onder diverse pseudoniemen, o.a. Barbarossa.